# Calvin Klein Inc.
Calvin Klein Inc. – amerykański dom mody z centralnym zarządem w Nowym Jorku, stworzony w roku 1968 przez amerykańskiego projektanta mody Calvina Kleina.

## Historia
Dom mody Calvin Klein został stworzony w 1968 roku przez amerykańskiego projektanta mody Calvina Kleina i jego przyjaciela Barry'ego Schwartza. 
Styl marki to przede wszystkim minimalizm w formie, krojach i wzorach. Calvin Klein rozgłos zyskał także, dzięki kontrowersyjnym reklamom, które nawiązywały do seksualności. Przykładem może być reklama z 1980 roku, gdzie 15-letnia aktorka Brooke Shields widniała na plakacie opatrzonym hasłem: Chciałbyś wiedzieć co jest pomiędzy mną a moimi 'Calvinami'? Nic. 
W 1982 roku Calvin Klein oprócz ubrań zaczął projektować także bieliznę. Pierwszym modelem kolekcji męskiej był olimpijczyk Tomás Hintnaus.
Calvin Klein sprzedał dom mody w 2003 roku firmie Phillips–Van Heusen.

## Marki Calvin Klein
Najbardziej popularne marki Calvin Klein to:
- Calvin Klein 205W39NYC
- ck Calvin Klein
- Calvin Klein
- Calvin Klein Sport
- Calvin Klein Jeans
- Calvin Klein Home
- Calvin Klein Golf
- Calvin Klein Underwear
- Marka CK one Lifestyle
- Calvin Klein Watches + Jewelry

## Perfumy
Calvin Klein ma różne linie perfum i wód kolońskich. Pierwsze perfumy marki miały swoją premierę w 1978 roku i nazywały się Calvin Klein.
W 1985 roku na rynku zadebiutował kolejny zapach domu mody - Obsession, a trzy lata później Eternity. Pierwszymi perfumami unisex na rynku, które zyskały popularność był zapach CK One.

## Emblemat
Podobnie jak inne marki modowe, Calvin Klein ustanowił monogram „ck”.

## Strona internetowa
W 2004 roku firma kupiła nazwę domeny CK.com. Calvin Klein jest jedną z niewielu korporacji na świecie, która posiada dwuliterową nazwę domeny.